# Vada pav
Il vada pav, wada pao o Bombay burger, è un panino indiano originario di Mumbai, nel Maharashtra. Si presenta come uno gnocco fritto di patate (batata vada) inserito fin quasi alla metà di una pagnotta soffice indiana conosciuta come pav. Il vada pav si serve con uno o più chutney e il peperoncino verde. A Mumbai, dove è molto conosciuto, ne esistono più varianti.

## Etimologia
In lingua marathi, il termine batata vada è una parola macedonia composta da batata, ovvero "patata", e vada, che indica invece uno spuntino salato fritto. Pertanto, batata vada indica una frittella di patate. Il lemma indiano pav deriva dal portoghese pão, che significa pane.

## Storia
La teoria più nota sull'origine del vada pav vuole che esso sia originario del cosiddetto "villaggio dei mulini", che si trovava un tempo nell'odierno centro di Mumbai. Fra coloro a cui è stata attribuita l'invenzione del piatto vi è Ashok Vaidya, che iniziò a gestire una bancarella di vada pav nella stazione ferroviaria del quartiere di Dadar nel 1966. Altri pensano invece che fu Sudhakar Mhatre a ideare il panino nello stesso periodo. Uno dei primi chioschi specializzati nella vendita dei vada pav è probabilmente il Khidki Vada Pav di Kalyan, aperto dalla famiglia Vaze durante la fine del decennio. Il locale si chiamava così in quanto i proprietari servivano i panini ai clienti dalla finestra (in indiano: khidki) della loro casa.
Dal momento che erano ricchi di carboidrati, economici e semplici da preparare, i vada pav erano cucinati per i lavoratori dei cotonifici del Girangaon. Venivano anche serviti sui treni affollati del luogo in quanto più facili da consumare rispetto ad altri alimenti come il batata bhaji e il chapati.
Ogni anno, il 23 agosto, si celebra la festa dedicata al vada pav.
Il vada pav è oggi lo snack più apprezzato dagli abitanti di Mumbai (si stima che ci sarebbero oltre 20.000 bancarelle di vada pav in tutta la metropoli), e viene preparato nei chioschi e ristoranti di tutto il Paese.

## Descrizione
La polpetta di patate contenuta nel vada pav viene preparata bollendo e schiacciando una patata, mescolandola con peperoncino verde e aglio tritati, semi di senape e spezie (in genere si usano l'assafetida e la curcuma). In seguito, viene impastellata e fritta. Il panino viene insaporito con dei condimenti tipici indiani, tra cui il chutney e il peperoncino verde tritato.